# Mouvement Utopia
Pour les articles homonymes, voir Utopia (homonymie).
 (mai 2018).
Si vous disposez d'ouvrages ou d'articles de référence ou si vous connaissez des sites web de qualité traitant du thème abordé ici, merci de compléter l'article en donnant les références utiles à sa vérifiabilité et en les liant à la section « Notes et références ».
Le Mouvement Utopia est une association française à but non lucratif, fondée en 1996 et agréée Jeunesse et Éducation Populaire, qui vise notamment à élaborer un projet de société solidaire, écologiquement soutenable et convivial dont l’objectif est le « buen vivir ». Il est actuellement animé par Franck Pupunat et Prune Helfter-Noah (d).

## Historique
Le mouvement s'est créé dans un premier temps comme courant du Parti socialiste en déposant des motions lors du congrès de Dijon, du Mans (1 % des voix pour ces deux congrès) et de Reims (5 % pour ce dernier congrès). Dans un deuxième temps, Utopia est devenu transversal à plusieurs partis politiques (Les Verts, le Parti socialiste, le Parti de gauche, etc.),.
Le mouvement oriente ensuite son action vers la société civile et acte son indépendance vis-à-vis des partis[source secondaire nécessaire].

## Fondements philosophiques
À sa création en 1996, Utopia mène une réflexion autour des thèses développées par la sociologue et philosophe Dominique Méda sur le travail et sur la richesse.
Utopia est né de la dénonciation de trois aspects considérés comme des « aliénations » :
- le dogme de la croissance ;
- la société de consommation et la notion libérale du mérite ;
- la centralité de la valeur « travail ».

Il s'agit pour ce courant de redéfinir la richesse à travers de nouveaux indicateurs (sociaux, environnementaux, culturels…).

## Éditions Utopia

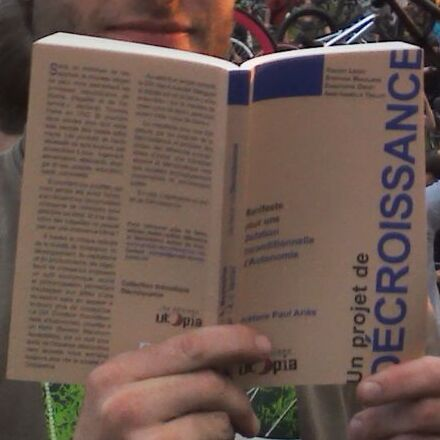
Un projet de décroissance, ouvrage publié par les Éditions Utopia.

Fondées en mai 2010, les Éditions Utopia éditent des ouvrages en lien avec la réflexion du mouvement : l’écologie politique, l’altermondialisme, la décroissance, le droit des femmes, le revenu universel, le travail, le productivisme, le nucléaire.

## Librairie Utopia
En décembre 2021, le mouvement ouvre, dans le cinquième arrondissement de Paris, une librairie spécialisée sur les questions écologiques. Des expositions, rencontres et conférences y sont aussi organisées. Edgar Morin, membre du mouvement de longue date, en est le parrain.
En janvier 2021, un partenariat est noué entre la librairie et  la Commission nationale française de l'UNESCO.